# Ricard III (pel·lícula de 1955)
Ricard III (títol original en anglès: Richard III) és una pel·lícula britànica de Laurence Olivier, estrenada el 1955. Es tracta d'una adaptació de Ricard III, l'obra de William Shakespeare. Ha estat doblada al català.
Aquesta pel·lícula és l'última de la trilogia shakesperiana de Laurence Olivier, després d' Enric V i Hamlet.

## Argument[2]
A la segona meitat del segle xv, a Anglaterra, esclata una guerra civil: la Guerra de les Dues Roses (1455-1485) entre la Casa de Lancaster (rosa roja) i la de York (rosa blanca), que serà l'últim enfrontament entre l'absolutisme reial i la noblesa. La victòria de Mortimer Cross va desplaçar del tron als Lancaster, i Eduard IV de York, va ser proclamat rei. A la seva victòria van contribuir els seus germans Ricard de Gloucester i Jordi Clarence. La sinistra figura de Ricard III a la batalla de Bosworth en l'últim acte -deforme, sempre a l'ombra i a l'aguait- protagonitza una de les pàgines més negres de la història d'Anglaterra. Cèlebre adaptació de l'obra de Shakespeare.

## Repartiment

### Casa de York

La rosa blanca, emblema de la casa de York

- Laurence Olivier: Richard duc de Gloucester esdevingut Ricard III d'Anglaterra
- Cedric Hardwicke: Eduard IV d'Anglaterra
- John Gielgud: George, duc de Clarence
- Paul Huson: el príncep de Galles
- Andy Shine: Richard de Shrewsbury, duc de York
- Helen Haye: Cécile Neville duquessa de York
- Pamela Brown: Jane Shore (amant del Rei)
- Ralph Richardson: Henry Stafford, duc de Buckingham
- Alec Clunes: William Hastings, lord Hastings
- Laurence Naismith: Thomas II Stanley de Man

### Casa de Lancaster

La rosa roja, emblema de la casa de Lancaster

- Mary Kerridge: Elisabeth Woodville reina d'Anglaterra
- Clive Morton: Anthony Woodville
- Dan Cunningham: Richard Grey
- Douglas Wilmer: Thomas Gray
- Claire Bloom: Anne Neville
- Stanley Baker: Henry de Richmond (futur Enric VII, Primer Rei Tudor)

Resta de repartiment
- John Laurie: Lovel
- Esmond Knight: Sir Richard Ratcliffe
- Norman Wooland: Catesby

## Premis i nominacions

### Premis
- 1956: BAFTA al millor actor per Laurence Olivier
- 1957: Globus d'Or a la millor pel·lícula estrangera

### Nominacions
- 1956: BAFTA a la millor pel·lícula
- 1957: Oscar al millor actor per Laurence Olivier